# Rainbow
Rainbow (cunoscută și sub numele de Ritchie Blackmore's Rainbow sau Blackmore's Rainbow) este o formație rock din Anglia, condusă de fostul chitarist al Deep Purple, Ritchie Blackmore. Formația, inițial, a fost formată de Ritchie Blackmore și vocalistul Ronnie James Dio, cărora li s-au alăturat clapistul Micky Lee Soule, basistul Craig Gruber și percursionistul Gary Driscoll. A fost prima oară formată cu foști membri ai Elf, deși de-a lungul timpului formația a schimbat mulți membri.
Trupa a început combinând versuri mistice cu neo-classical metal, dar după plecarea lui Dio trupa a adoptat un stil mai comercial.
Rainbow a fost clasată pe locul 90 în clasamentul 100 Greatest Artists of Hard Rock realizat de VH1.

## Discografie
Albume
- Ritchie Blackmore's Rainbow (1975)
- Rising (1976)
- Long Live Rock 'n' Roll (1978)
- Down to Earth (1979)
- Difficult to Cure (1981)
- Straight Between the Eyes (1982)
- Bent Out of Shape (1983)
- Stranger in Us All (1995)

### Albume Live
- On Stage-1977;
- Live in Germany-1994;
- Live in Munich 1977-2006;
- Deutschland Tournee 1976-2006;
- Live In Düsseldorf 1976-2006;
- Live In Köln 1976-2006;
- Live In Nürnburg 1976-2006;
- Live in Munich 1977-2006;
- Black Masquerade - Rockpalast '95-2013;
- Denver 1979-2015;
- Long Island 1979-2015;
- Down to Earth Tour 1979-2015;
- Live in Japan 1984-2015;
- Monsters of Rock - Live at Donington 1980-2016;
- Boston 1981-2016;
- Memories in Rock - Live in Germany-2016;
- Live in Birmingham 2016-2017;
- Memories in Rock II-2018;

### Compilații
- Finyl Vinyl-1986;
- The Very Best of Rainbow-1997;
- 20th Century Masters - The Millennium Collection: The Best of Rainbow-2000;
- Pot of Gold-2002;
- All Night Long: An Introduction-2002;
- Catch the Rainbow:The Anthology-2003;
- Winning Combinations: Deep Purple and Rainbow-2003;
- Anthology 1975-1984-2009;
- The Singles Box Set 1975-1986-2014;
- Since You Been Gone: The Collection-2014;
- A Light in the Black 1975-1984-2015;

## Foști membri
- Ritchie Blackmore - Chitară Electrică (1975-1984; 1994-1997)
- Ronnie James Dio - Voce (1975-1979)
- Craig Gruber - Chitară bas (1975)
- Micky Lee Soule - Clape (1975)
- Gary Driscoll - Percursie (1975)
- Jimmy Bain - Chitară bas (1975-1977)
- Tony Carey - Clape (1975-1977)
- Cozy Powell - Percutie (1975-1980)
- Mark Clarke - Chitară bas (1977)
- Graham Bonnet - Voce (1979-1980)
- Roger Glover - bas, backing vocals (1979-1984)
- Don Airey - clape, backing vocals (1979-1981)
- Joe Lynn Turner - vocalist, chitară ritm (1980-1984)
- Bobby Rondinelli - tobe (1980-1983)
- David Rosenthal - clape (1981-1984)
- Chuck Burgi - tobe (1983-1984, 1995-1997)
- Doogie White - vocalist (1994-1997)
- Greg Smith - bas, backing vocals (1994-1997)
- Paul Morris - clape (1994-1997)
- John O'Reilly - tobe (1994-1995)
- John Micelli - tobe (1997)

Membrii actuali
Ritchie Blackmore
Candice Night
Roonie Romero
Jens Johanson
Bob Nouveau
David Keith